# Bud Cort
Walter Edward 'Bud' Cort (New Rochelle, 29 maart 1948) is een Amerikaans acteur. Hij werd voor zijn hoofdrol in Harold and Maude (1971) genomineerd voor zowel een Golden Globe als een BAFTA Award. Hij maakte in 1967 zijn filmdebuut in de boekverfilming Up the Down Staircase en speelde sindsdien in meer dan veertig bioscooptitels.
Cort speelde behalve in films eenmalige gastrollen in meer dan vijftien televisieseries, zoals Dream On, The New Twilight Zone en Tales from the Darkside. In de tekenfilmserie Superman: The Animated Series leende hij tweemaal zijn stem aan de Toyman, eenmaal in 1996 en eenmaal in 1998.

## Filmografie
*Exclusief 5+ televisiefilms
| - The Little Prince (2015, stem) - The Number 23 (2007) - The Life Aquatic with Steve Zissou (2004) - The Big Empty (2003) - Made (2001) - Pollock (2000) - Coyote Ugly (2000) - The Million Dollar Hotel (2000) - South of Heaven, West of Hell (2000) - But I'm a Cheerleader (1999) - Dogma (1999) - Sweet Jane (1998) - I Woke Up Early the Day I Died (1998) - Heat (1995) - Theodore Rex (1995) - Girl in the Cadillac (1995) - Ted & Venus (1991) - Brain Dead (1990) - Going Under (1990) - Out of the Dark (1989) - The Chocolate War (1988) - Love at Stake (1988) | - Invaders from Mars (1986) - Maria's Lovers (1984) - Electric Dreams (1984, stem) - The Secret Diary of Sigmund Freud (1984) - Love Letters (1983) - Hysterical (1983) - She Dances Alone (1981) - Die Laughing (1980) - Son of Hitler (1978) - Why Shoot the Teacher? (1977) - Roma drogata: la polizia non può intervenire (1975, aka Hallucination Strip) - Harold and Maude (1971) - Gas! -Or- It Became Necessary to Destroy the World in Order to Save It. (1971) - Brewster McCloud (1970) - The Traveling Executioner (1970) - The Strawberry Statement (1970) - M*A*S*H (1970) - Sweet Charity (1969) - Up the Down Staircase (1967) |

- Biblioteca Nacional de España: XX1594346
- Bibliothèque nationale de France: cb13930842w (data)
- Gemeinsame Normdatei: 129206792
- International Standard Name Identifier: 0000 0001 1477 0813
- Library of Congress Control Number: n85378444
- MusicBrainz: a0f61a8a-4250-4cfa-8d26-d06023f35747
- Nationale Bibliotheek van Tsjechië: xx0156033
- Nationale Bibliotheek van Israël: 987007426091205171
- Nederlandse Thesaurus van Auteursnamen: 364148276
- Système universitaire de documentation: 06896644X
- Virtual International Authority File: 88076668
- WorldCat: E39PBJw4wGWRXty7fP3MjXWdQq